# Erdőrezervátum
Az erdőrezervátum (erdei ökoszisztéma rezervátum) olyan erdőterület, amelyet országos jelentőségű védett természeti terület, úgymint  nemzeti park, tájvédelmi körzet vagy természetvédelmi terület részeként a Pest Megyei Kormányhivatal Környezetvédelmi és Természetvédelmi Főosztály (korábbi OKTF) jogszabályban meghatározott módon, fokozott védelemben részesít és erdőrezervátummá nyilvánít.
Magyarországon jelenleg 63 erdőrezervátum van összességében 13 100 hektár területtel. Ebből 3 665 hektár magterület, és 9 435 hektár védőzóna. 
Az erdőrezervátum fokozottan védett magterületén minden emberi tevékenység beszüntetésre kerül, hogy az erdő természetes vagy természetközeli állapota fennmaradjon és az erdei ökológiai rendszer természetes folyamatai zavartalanul hosszútávon érvényesülhessenek. Ezért a törvény értelmében egy erdőrezervátum magterületén általában tilos minden emberi beavatkozás, ezekre az erdőterületekre úgy tekinthetünk mint őserdőkre. 
Az erdőrezervátumok védőzónája a magterület védelmét szolgálja, feladata a természetközeli állapot mielőbbi eléréséhez szükséges átmenet biztosítása. Ezt a természeteshez minél közelebb álló, őshonos fafajú, elegyes, vegyes korú, fajokban gazdag erdők biztosítják. Ezen a területen csak a védett természeti értékek védelmét biztosító természetközeli erdőgazdálkodás folytatható.
Az erdőrezervátumok különleges célú vadászterületként is funkcionálnak. A vadak elejtése azonban a magterületen nem, csak a védőzónában engedélyezett. 
Fokozottan védett terület látogatása csak az illetékes nemzeti park igazgatóság engedélyével lehetséges. Kutatások, kísérletek végzése csak a kormányhivatalok környezetvédelmi és természetvédelmi főosztályának engedélyével végezhető. Az erdőtörvény értelmében az erdőrezervátumok rekreációs célokra nem vehetők igénybe. Látogatás a bemutató erdőrezervátumokban, csak kis csoportokban, és meghatározott útvonalon, a nemzeti park igazgatóság által kijelölt személy kíséretében történhet. A meglévő turistautakat el kell terelni, azok útjelzéseit meg kell semmisíteni. 